# Sorbus ursina
Sorbus ursina là loài thực vật có hoa trong họ Hoa hồng. Loài này được (Wenz.) Hedl. miêu tả khoa học đầu tiên năm 1901.